# 30-Minuten-Rennen von Most 1998

Layout des Autodrom Most

Das 30-Minuten-Rennen von Most 1998, auch Mistrovství ČR v závodech automobilů na okruzích, Benzina Czech Open '98, Mistrovství FIA střední Evropy Superturimo, Formule 3, Interserie, Autodrom Most, fand am 31. Mai auf dem Autodrom Most statt und war das erste Rennen der Interserie dieses Jahres.

## Das Rennen
Die Interserie 1998 begann mit einer Rennveranstaltung auf dem Autodrom Most. Gemeldet waren 14 Fahrzeuge, von denen aber nur fünf am Rennen teilnahmen. Die Gesamtwertung gewann nach 18 Runden Karl-Heinz Becker auf seinem Minardi M190, der im Ziel den Vorsprung von einer Runde auf Ingo Gerstl im Reynard 91D hatte. Als Gesamtdritter kam Fritz Glatz im HSB-Penske PC18 in die Wertung.

## Ergebnisse

### Schlussklassement
| 1               | Div. I  | 2  | Becker Motor Racing          | Karl-Heinz Becker | Minardi M190    | 18 |
| 2               | Div. II | 52 | Gerstl Motorsport            | Ingo Gerstl       | Reynard 91D     | 17 |
| 3               | Div. I  | 6  | HSB Motorsport               | Fritz Glatz       | HSB-Penske PC18 | 16 |
| 4               | Div. II | 54 | Saeco Racing Team            | Alfred Guldi      | March HSB       | 16 |
| 5               | Div. I  | 1  | Achleitner Motorsport        | Josef Neuhauser   | Horag-Reynard   | 16 |
| Nicht gestartet |         |    |                              |                   |                 |    |
| 6               | Div. I  | 5  | HSB Motorsport               | Karl Hasenbichler | HSB-Penske PC18 | 1  |
| 7               | Div. I  | 7  | Spoca Team Innerschweiz      | Josef Binder      | Argo JM19D      | 2  |
| 8               | Div. II | 51 | Chrysler Automobile Schuster | Michael Schuster  | BGN-Argo JM19C  | 3  |
| 9               | Div. II | 55 | McNeil Engineering           | Robbie Stirling   | Lola T92/10     | 4  |
| 10              | Div. II | 56 | Equipe Bernoise              | Heinz Steiner     | Martini Mk.77   | 5  |

1 Ventilschaden im WarmUp
2 nicht gestartet
3 nicht gestartet
4 Motorschaden im Training
5 nicht gestartet

### Nur in der Meldeliste
Hier finden sich Teams, Fahrer und Fahrzeuge, die ursprünglich für das Rennen gemeldet waren, aber aus den unterschiedlichsten Gründen daran nicht teilnahmen.
| Pos. | Klasse  | Nr. | Team                | Fahrer                  | Chassis         |
| ---- | ------- | --- | ------------------- | ----------------------- | --------------- |
| 11   | Div. I  | 3   | Helmut Bross        | Helmut Bross            | Reynard         |
| 12   | Div. II | 50  |                     | Wolfgang Griessner      | Lola T93/50 HSB |
| 13   | Div. II | 53  | Jauslin Cars        | Ruedi Jauslin           | Lucchini S289   |
| 14   | Div. II | 57  | Pedrazza Motorsport | Florian Schnitzenbaumer | PRC             |

### Klassensieger
| Klasse  | Fahrer            | Fahrzeug     | Platzierung im Gesamtklassement |
| ------- | ----------------- | ------------ | ------------------------------- |
| Div. I  | Karl-Heinz Becker | Minardi M190 | Gesamtsieg                      |
| Div. II | Ingo Gerstl       | Reynard 91D  | Rang 2                          |

### Renndaten
- Gemeldet: 14
- Gestartet: 5
- Gewertet: 5
- Rennklassen: 2
- Zuschauer: unbekannt
- Wetter am Renntag: warm und trocken
- Streckenlänge: 4,148 km
- Fahrzeit des Siegerteams: 0:24:32,835 Minuten
- Gesamtrunden des Siegerteams: 18
- Gesamtdistanz des Siegerteams: 74,664 km
- Siegerschnitt: 182,499 km/h
- Pole Position: Fritz Glatz – HSB-Penske PC18 (#6) – 1:17,850 = 191,160 km/h
- Schnellste Rennrunde: Karl-Heinz Becker – Minardi M190 (#2) – 1:19,688 = 187,438 km/h
- Rennserie: 1. Lauf zur Interserie 1998